# اريك سينغلتون
اريك سينغلتون (بالإنجليزية: Eric Singleton)‏ هو موسيقي أمريكي، ولد في 6 نوفمبر 1968 في نيويورك في الولايات المتحدة.

## وصلات خارجية
- اريك سينغلتون على موقع ميوزك برينز (الإنجليزية)
- اريك سينغلتون على موقع أول ميوزيك (الإنجليزية)
- اريك سينغلتون على موقع ديسكوغز (الإنجليزية)